# Syngrapha ignea
Syngrapha ignea là một loài bướm đêm trong họ Noctuidae.